# Toro y Moi
Chaz Bear (nombre completo Chazwick Bradley Bundick; nacido el 7 de noviembre de 1986), conocido profesionalmente como Toro y Moi, es un cantante, compositor, productor musical, pintor y diseñador gráfico estadounidense. Su música ha tomado muchas formas desde los inicios de su carrera, pero es a menudo identificado con el surgimiento del movimiento chillwave en 2010 y 2011. Su nombre artístico es una expresión multilingüe que consiste en las palabras en español "toro y" y la palabra francesa moi (que significa "yo").

## Primeros años
Chaz Bundick nació el 7 de noviembre de 1986 en Columbia, Carolina del Sur, con una madre Filipina y un padre afroamericano. Asiste a la escuela Ridge View High School, donde formó la banda de indie rock The Heist and The Accomplice con tres compañeros de escuela.
Bundick se graduó de la Universidad de Carolina del Sur en primavera de 2009 con una licenciatura en diseño gráfico. A finales de su carrera escolar, Toro y Moi formó una relación musical cercana con el artista chillwave Ernest Greene, cuyo nombre artístico es Washed Out.

## Carrera

### Causers of This(2010)
A mediados de 2009, Toro y Moi firmó con la compañía musical Carpark Records, con quien lanzó su álbum debut Causers of This en enero de 2010. En Causers of This, Bundick experimentó con técnicas de muestreo y producción utilizando la estación de trabajo de audio digital Reason. El álbum se comparó al subgénero chillwave; pero Bundick declaró que él nunca clasificó su música como tal. Bundick dijo que el tema del álbum era "personal," llamándolo un "álbum de ruptura". Realizó giras abriendo para Ruby Soles, Caribou, y Phoenix tras el estreno del álbum.

### Underneath the PineyFreaking Out(2011)
El segundo álbum de Toro y Moi, Underneath the Pine, se lanzó el 22 de febrero de 2011. El álbum se grabó en la casa de Bundick cuando no estaba de gira promoviendo Causers of This. Underneath the Pine marcó una desviación estilística con el álbum anterior, ya que toda la instrumentación se grabó en vivo y no contenía muestras. Bundick se inspiró en las bandas sonoras de películas de terror, el italo disco y los compositores de cine Piero Umiliani y François de Roubaix. Además, Bundick explicó "...lo que influenció Underneath the Pine fue encontrar material que quise muestrear en mi álbum anterior. Muchas de las cosas que muestreé en Causers terminó siendo la inspiració principal para Underneath the Pine."
En una entrevista con el sitio web At the Sinema, sugirió que había ido más allá del género chillwave: "Todo eso es música realmente buena, como Ernest Verde (Washed Out) y Neon Indian. Soy un gran fanático de todo esto, pero  pienso que [el género chillwave] fue solo un pequeño periodo donde todos coincidimos."
El 13 de septiembre de 2011, Toro y Moi lanzó un EP titulado Freaking Out, que incluía un cover de "Satuday Love", una canción interpretada por Cherrelle y Alexander O'Neal. El sonido del EP tuve una fuerte influencia deBoogie de los años 80 y de R&B.
Caribou eligió a la banda para actuar en el festival ATP Nightmare Before Christmas, que ellos co-comisariaron en diciembre de 2011 en Minehead, Inglaterra.

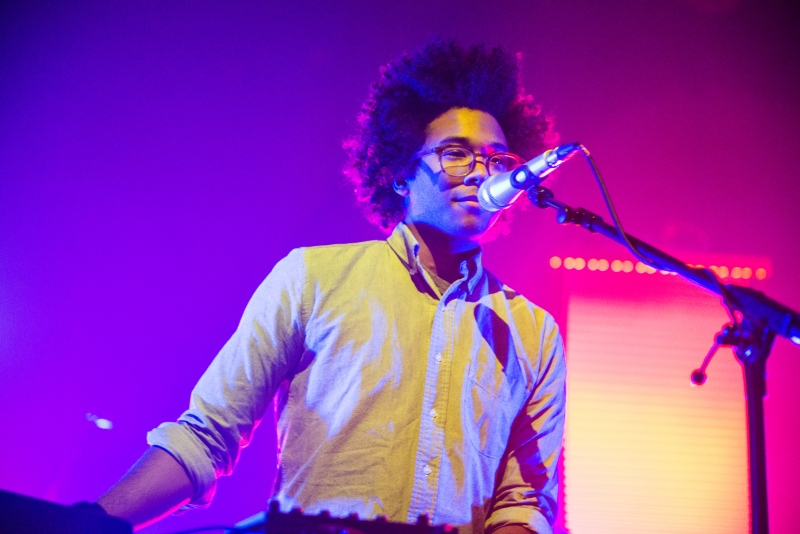
Toro y Moi actuando en Koko en Camden Town en 2013

### Anything in Return(2013)
En enero de 2013, Toro y Moi lanzó su tercer álbum de estudio, Anything in Return, el cual describió como que tenía un sonido de R&B y de música dance de los años 90. Según él, el álbum estuvo "influenciado por muchos tipos diferentes de house, de deep house al 2-step garage [...] Los acordes que [las canciones 'Harm in Change' y 'Say That'] utilizan son algo algo de lo que he sido fanático por un tiempo. Realmente quería jugar con ese tipo de elementos y volver a visitar lo que hice en Causers of This, pero hacer que esos elementos sean un poco mejores y más evidentes." El álbum fue llamado "altamente en deuda con el productor sacrosanto de hip-hop J Dilla" por el San Francisco Bay Guardian. Bundick Declaró que  quiera combinar la producción electrónica de su primer álbum con los elementos de instrumentación tradicional de su segundo álbum. El álbum se centra líricamente en la mudanza de Bundick a California con su novia y la tensión que las giras ponen en su relación. Al promocionar Anything in Return, Toro y Moi realizó una gira internacional e hizo una aparición en Jimmy Kimmel Live!.

### What For?YSamantha(2015)
En enero de 2015, Toro y Moi anunció su álbum nuevo What For? para estrenarse el 7 de abril por Carpark Records y compartió una canción nueva "Empty Nesters". El álbum marcó una mayor desviación con el sonido de álbumes anteriores, con un sonido de rock basado en la guitarra, inspirado en artistas como Big Star, Talking Heads, Todd Rundgren, Tim Maia, and Cortex.
El 28 de agosto de 2015, Toro y Moi lanzó Samantha, un mixtape sorpresa gratuito presentando 20 canciones influenciadas por música electrónica/hip hop grabadas en Berkeley, California entre febrero de 2012 y agosto de 2015. El mixtape contuvo colaboraciones con Washed Out, Kool A. D, Nosaj Thing, y Rome Fortune.

### Boo Boo (2017)
En junio de 2017, Toro y Moi anunció un nuevo sencillo, "Girl Like You" y un álbum nuevo llamado Boo Boo, el cual se lanzó el 7 de julio de 2017 por Carpark Records. Al hacer Boo Boo, Bundick se inspiró de una mezcla ecléctica de Daft Punk, Frank Ocean, Travis Scott, y Oneohtrix Point Never. Dos semanas antes de estrenar Boo Boo, Bundick tuiteó que no haría una gira para promover el álbum próximo.

### Outer Peace(2019)
El 10 de enero de 2019, Toro anunció que el 18 de enero de 2019 lanzaría su álbum nuevo, Outer Peace, con Carpark Records. Estuvo disponible como parte del programa de Escucha Primero de NPR.

## Miembros de banda

### En Vivo
- Chaz Bear:  voz, guitarra, y teclados (2008–presentes)
- Jordania Blackmon: guitarra (2011–presente)
- Anthony Ferraro: teclados y voz de respaldo (2013–presente)
- Patrick Jeffords: bajo (2010–presente)
- Andy Woodward: tambores (2010–presente)